# Еллатіс 2
Еллатіс 2 (англ. Elhlateese 2) — індіанська резервація в Канаді, у провінції Британська Колумбія, у межах регіонального округу Елберні-Клекват.

## Населення
За даними перепису 2016 року, індіанська резервація нараховувала 5 осіб, показавши скорочення на 73,7%, порівняно з 2011-м роком. Середня густина населення становила 2,2 осіб/км².

## Клімат
Середня річна температура становить 8,8°C, середня максимальна – 18,6°C, а середня мінімальна – -1,1°C. Середня річна кількість опадів – 2 714 мм.
| Клімат поселення                              | Клімат поселення | Клімат поселення | Клімат поселення | Клімат поселення | Клімат поселення | Клімат поселення | Клімат поселення | Клімат поселення | Клімат поселення | Клімат поселення | Клімат поселення | Клімат поселення | Клімат поселення |
| Показник                                      | Січ.             | Лют.             | Бер.             | Квіт.            | Трав.            | Черв.            | Лип.             | Серп.            | Вер.             | Жовт.            | Лист.            | Груд.            |                  |
| Середній максимум, °C                         | 7,26             | 8,60             | 9,32             | 11,53            | 14,45            | 16,93            | 17,86            | 18,56            | 16,36            | 12,14            | 8,26             | 5,79             |                  |
| Середня температура, °C                       | 3,07             | 4,40             | 5,14             | 7,35             | 10,26            | 12,77            | 15,20            | 15,89            | 13,70            | 9,48             | 5,60             | 3,14             |                  |
| Середній мінімум, °C                          | −1,11            | 0,22             | 0,97             | 3,16             | 6,07             | 8,58             | 12,55            | 13,23            | 11,04            | 6,83             | 2,93             | 0,48             |                  |
| Норма опадів, мм                              | 404              | 307              | 280              | 197              | 125              | 94               | 49               | 65               | 89               | 280              | 436              | 388              |                  |
| Середньомісячна швидкість вітру, м/с          | 4.04             | 3.77             | 3.91             | 3.86             | 3.71             | 3.69             | 3.51             | 3.19             | 3.05             | 3.44             | 4.07             | 4.00             |                  |
| Середньомісячна сонячна радіація, кДж/м²·день | 3104             | 5817             | 9576             | 14363            | 18018            | 19165            | 20065            | 17182            | 12731            | 6953             | 3552             | 2445             |                  |
| --------------------------------------------- | ---------------- | ---------------- | ---------------- | ---------------- | ---------------- | ---------------- | ---------------- | ---------------- | ---------------- | ---------------- | ---------------- | ---------------- | ---------------- |
| Джерело:                                      |                  |                  |                  |                  |                  |                  |                  |                  |                  |                  |                  |                  |                  |